# Sarsia pulchella
Sarsia pulchella är en nässeldjursart som beskrevs av Forbes 1848. Sarsia pulchella ingår i släktet Sarsia och familjen Corynidae. Inga underarter finns listade i Catalogue of Life.